# هبرديس

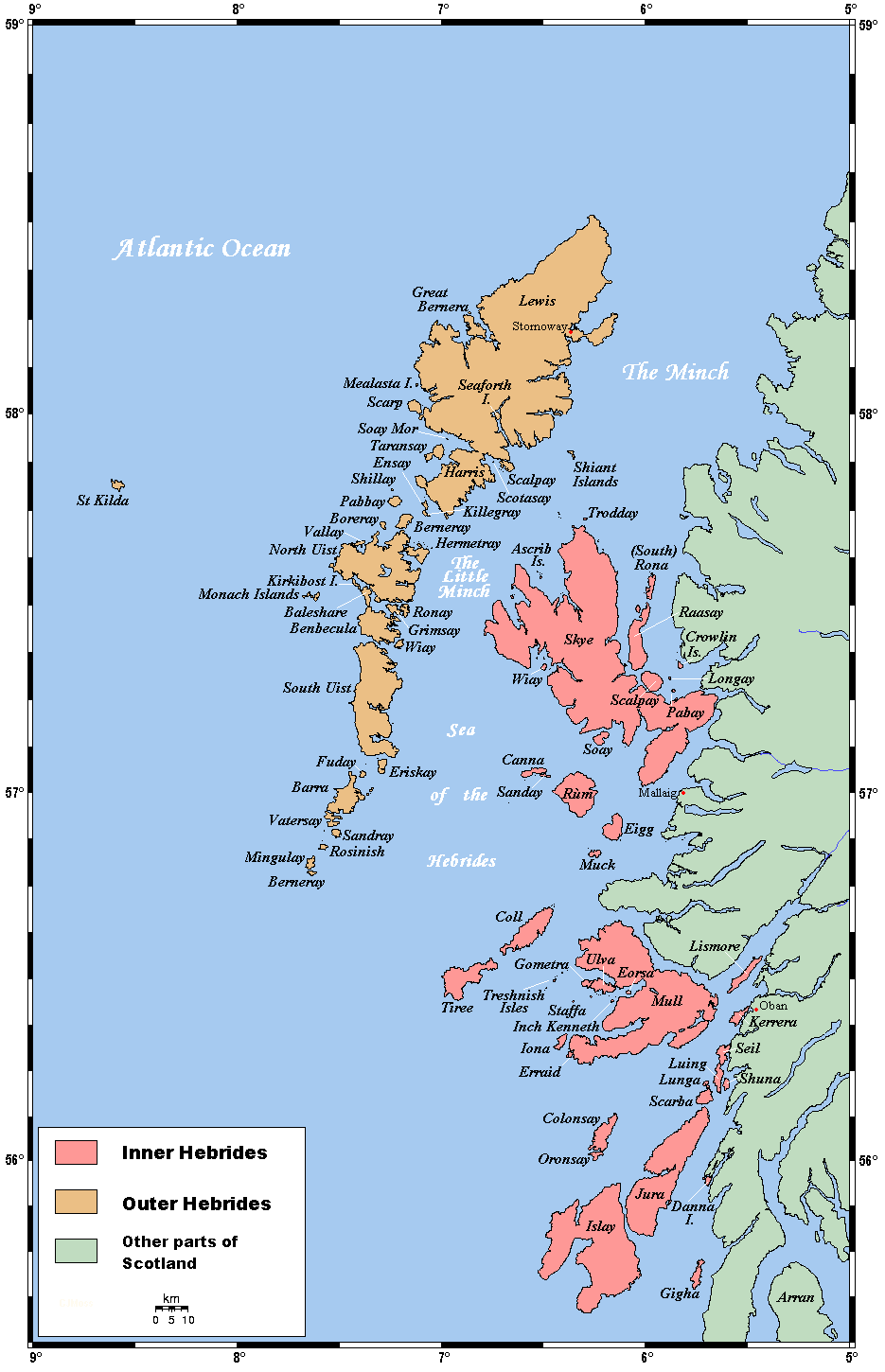
جزر هبريدس الداخلية مُبينة باللون الأحمر، وجزر هبرديس الخارجية مُبينة باللون الأصفر، وأجزاء من إسكتلندا مُبينة باللون الأخضر.

جزر هيبرايدز (بالإنجليزية: Hebrides)‏ هي أرخبيل واسع النطاق ومتنوع قبالة الساحل الغربي من البر الرئيسي لإسكتلندا، وتتكون من مجموعتين رئيسيتين هما: جزر هبريدس الداخلية وجزر هبرديس الخارجية. تتمتع هذه الجزر بتاريخ طويل من الاحتلال يعود إلى العصر الحجري الحديث، وتأثرت ثقافة السكان بالتأثيرات المتعاقبة للشعوب الناطقة باللغات الكلتية واللغة النوردية القديمة واللغة الإنجليزية. ينعكس هذا التنوع على أسماء الجزر التي استمدت من اللغات التي تم التحدث بها عبر العصور التاريخية وربما عصور ما قبل التاريخ.
جزر هيبرايدز هي مصدر للكثير من الأدب الغالي الإسكتلندي (بالإنجليزية: Scottish Gaelic literature)‏ والموسيقى الغالية (بالإنجليزية: Gaelic music)‏. يعتمد اقتصاد الجزر اليوم على إنتاج المزارع الجماعية الصغيرة (بالإنجليزية: Crofting)‏ وصيد الأسماك والسياحة وصناعة النفط والطاقة المتجددة.
تتمتع جزر هيبرايدز بتنوع بيولوجي أقل من البر الرئيسي في إسكتلندا، ولكنها تضم وجودًا كبيرًا لعجول البحر والطيور البحرية.

## موقعها
تقع في المحيط الأطلسي تجاه الساحل الإسكتلندي الشمالي الغربي وتعتبر جزءا من استكلندا.

## مساحتها
مساحتها الإجمالية 7,283 كيلومترا مربعا.

## عدد سكانها
حوالي 100,000 نسمة.